# بخش پول
بخش پول (به لاتین: Pool Department) یک منطقهٔ مسکونی در جمهوری کنگو است که در جمهوری کنگو واقع شده‌است. بخش پول ۳۳٬۹۵۵ کیلومتر مربع مساحت و ۲۳۶٬۵۹۵ نفر جمعیت دارد.